# Where Have All the Flowers Gone?
"Where Have All the Flowers Gone?" (Những bông hoa đâu cả rồi?) là một bài hát phản chiến của thập kỷ 1960, do Pete Seeger và Joe Hickerson sáng tác, phồ lời cho một bài dân ca Mỹ.
Seeger đã có cảm hứng cho bài hát trong khi trên đường đến một buổi hòa nhạc. Lật các trang sổ tay, ông đọc thấy đoạn thơ "Những bông hoa đâu, các cô gái đã ngắt cả rồi. Các cô gái đâu, họ đã đi theo chồng cả rồi. Những chàng trai đâu, họ đã đi lính cả rồi." Những dòng này là từ một bài dân ca Ukraina, được nhắc đến trong một cuốn tiểu thuyết của Mikhail Sholokhov, Sông Đông êm đềm. Seeger chỉnh đoạn lời để hợp với một giai điệu dân ca của người thợ rừng "Drill, Ye Tarriers, Drill." Chỉ với 3 đoạn, ông thu âm nó một lần trong một liên khúc (medley) trong album Rainbow Quest (Đi tìm cầu vồng) và không còn nhớ đến nó nữa. Sau đó, Hickerson đã viết thêm đoạn 4 và 5.
Nhóm The Kingston Trio thu âm bài hát vào năm 1961 và nhận quyền tác giả, nhưng họ đã rút lại tên mình khi Seeger yêu cầu. Đĩa đơn cho bài hát này đã đạt vị trí thứ 21 trên bảng xếp hạng. Peter, Paul and Mary và Joan Baez cũng thu âm bài này, làm cho nó trở nên một bài dân ca được nhiều yêu chuộng. Năm 1962, Marlene Dietrich hát bài này bằng tiếng Đức, với tên "Sag' mir, wo die Blumen sind" (Hãy nói với tôi, những bông hoa ở đâu), lời tiếng Đức do Max Colpet dịch. Bà còn thu âm bài hát này bằng tiếng Anh và tiếng Pháp.

## Nội dung
Lược dịch nội dung bài hát:
"Những bông hoa đâu?... Thời gian trôi qua... các cô gái đã ngắt cả rồi... bao giờ người ta mới hiểu?
"Các cô gái đâu?... Thời gian trôi qua... họ đã đi theo chồng cả rồi... bao giờ người ta mới hiểu?
"Những chàng trai đâu?... Thời gian trôi qua... họ đã đi lính cả rồi... bao giờ người ta mới hiểu?
"Những người lính ở đâu?... Thời gian trôi qua... họ đã xuống mồ cả rồi... bao giờ người ta mới hiểu?
"Những nấm mồ ở đâu?... Thời gian trôi qua... chúng đã biến thành hoa... bao giờ người ta mới hiểu?"